# بیل کرتلی
بیل کرتلی (انگلیسی: Bill Kirtley؛ زادهٔ) بازیکن فوتبال اهل بریتانیا است.
از باشگاه‌هایی که در آن بازی کرده‌است می‌توان به باشگاه فوتبال ساندرلند اشاره کرد.